# Martha Edelheit
Martha Nilsson Edelheit, née le 3 septembre 1931 à New York) également connue sous le nom de Martha Ross Edelheit, est une artiste d'origine américaine vivant actuellement[évasif] en Suède. 
Elle est connue pour son art féministe au cours des années 1960 et 1970, qui se concentre sur les nus érotiques,.

## Biographie
Martha Nilsson Edelheit suit des cours à l'université de Chicago de 1949 à 1951, puis poursuit son cursus à l'université de New York en 1954, approfondissant ses connaissances en art avec Michael Loew, un peintre expressionniste abstrait. De 1955 à 1956, elle suit les cours d'histoire de l'art de Meyer Schapiro à l'université Columbia. Cet enseignement l'introduit à une nouvelle façon de penser la construction des images et de l'espace pictural,. 
Après son mariage en 1993, l'artiste s'installe dans une ferme à Svartsjölandet, à l'extérieur de Stockholm, où elle poursuit la réalisation de ses œuvres. 

## Parcours artistique

### Débuts
Martha Nilsson Edelheit commence sa carrière en réalisant des peintures abstraites, puis se dirige rapidement vers la figuration. Parmi l'avant-garde new-yorkaise, elle expose à la Reuben Gallery et affirme la portée féministe de son art. Fréquentant des artistes tels que Allan Kaprow, George Segal et Robert Whitman, elle participe à des happenings communs. 

### Figuration et érotisme
Dans les années 1960, Martha Nilsson Edelheit commence une série d'aquarelles érotiques. Ce travail marque un tournant dans sa carrière, à une période où se développe la libération sexuelle, exposant une sexualité non-normative. L'artiste réalise une autre série sur le thème du cirque, dont l'œuvre Circus Scene, réalisée en 1962, représente par exemple des femmes nues et une dominatrice BDSM. A travers cette série, l'artiste représente donc des corps nus dans des situations la plupart du temps non-conventionnelles, voire transgressives. 
En 1972, elle est incluse dans Some Living American Women Artists, un collage féministe de Mary Beth Edelson.
Jusqu'aux années 1990, Martha Nilsson Edelheit se réapproprie les codes de la représentation du nu classique, à l'aune des revendications féministes et du libéralisme sexuel. En effet, dans ses œuvres, l'artiste refuse l'idéalisation des corps. L'œuvre Dx2, réalisée en 1971, met en scène deux hommes nus allongés sur du satin, qui reçoit un accueil mitigé du public, compte-tenu de son inadéquation aux standards de l'époque. 
Depuis son emménagement en Suède, l'artiste privilégie la représentation d'animaux, principalement des moutons.

## Expositions
L'artiste plasticienne organise une trentaine d'expositions personnelles aux États-Unis, en Suède, en Finlande et en Autriche . 
Martha Nilsson Edelheit participe à des expositions de groupe, parmi lesquelles Three Centuries of the American Nude en 1975 au New York Cultural Center ou BLAM! en 1984 au Whitney Museum of American Art. Fidèle à ses revendications féministes, l'artiste expose dans des expositions non-mixtes, notamment, Works on Paper — Women Artists (1975, Brooklyn Museum ), Sons and Others (1975, Queens Museum of Art ).  
Elle s'investit également dans l'installation féministe collaborative itinérante The Sister Chapel (1978-1980), en peignant Womanhero (1977). Cette œuvre est une réadaptation féminine monumentale du David de Michel-Ange, tatouée des représentations de déesses ou déités des mythologies égyptienne, gréco-latine, hindoue ou bouddhique. L'artiste cherche ainsi à symboliser le pouvoir des femmes au cours des siècles. Depuis 1998, Martha Nilsson Edelheit expose régulièrement son travail à la galerie féministe SOHO20 Gallery à Manhattan. 

### Théâtre et cinéma
Edelheit a également conçu la production de petits théâtres à New York de 1971 à 1974, un certain nombre de films d'art expérimental propres dans les années 1970, démontré dans un certain nombre de contextes aux États-Unis et en Europe au fil des ans, tels que Hats, Bottles & Bones : A Portrait of Sari Dienes (1977) un portrait d'artiste sur Sari Dienes, présenté notamment au Museum of Modern Art et inclus dans les collections des Anthology Film Archives. Elle a enseigné le cinéma de 1976 à 1980 et a été invitée en tant qu'artiste en résidence au Wilson College situé à Chambersburg, Philadelphie en 1973, à l'Art Institute of Chicago en 1975, à l'université de Cincinnati en 1975 et au California Institute of the Arts.
L'artiste réalise des décors de théâtre pour des représentations telles que Message de Garcia + Étais-je bon? de Rosalyn Drexler, jouée au New Dramatists Workshop en 1971 ou Break A Leg, d'Ira Levin, jouée à l'Urgent Theatre en 1974. 

## Activisme
En parallèle de sa carrière, Martha Nilsson Edelheit est membre d'associations en faveur des droits des femmes et de la liberté d'expression. Elle rejoint le groupe Fight Censorship, fondé en 1973 et composé de femmes artistes travaillant sur le thème de l'érotisme, dont Joan Semmel ou Hannah Wilke. Les membres de ce groupe donnent des conférences et s'expriment contre la censure,. En 1977, l'artiste s'associe au Women's Institute for the Freedom of the Press (WIFP), et fait également partie du Women's Caucus for Art (WCA),. 